# 닭튀김
닭튀김은 토막낸 닭고기에 튀김옷을 입혀 기름에 지지거나 튀긴 음식이다.

## 역사
닭고기를 튀기는 조리법은 이미 15세기부터 위와 동일한 형태를 갖춘 요리였으므로 이미 그 이전인 고려시대부터 요리했을 것으로 추정된다. 조선시대에는 포계라는 이름의 닭튀김이 식초와 간장 등으로 만든 양념과 곁들여서 요리해 상에 올렸다.
서양의 닭고기를 튀기는 조리법은 재료의 보존을 위해서 또는 낮은 품질의 재료에 맛을 첨가하고 보존하기 위해서 사용되었고 중세 시대 유럽에서부터 여러 형태로 존재해왔으며, 이것이 스코틀랜드 이민자를 통해 미국 남부에 정착하면서 프라이드 치킨 조리법의 형태가 정착되었다.
대다수의 서아프리카 요리는 닭고기를 팜유에 튀긴 요리가 있었다.
한국에서는 예로부터 식용 기름이 매우 귀했기 때문에 일부 상류층 또는 부유층만이 튀김요리를 할 수 있었다. 1960년대 까지만 해도 자급률이 낮아 수요의 대부분을 수입에 의존했기에 가격은 여전히 높았다. 그러던 것이 1971년, 동방유업(사조해표의 전신)이 한국에서는 최초로 용매추출법을 이용하여 콩기름을 대량생산하면서 식용유 값이 저렴해지자 튀김요리법이 대중화되었다. 1980년대 들어 외래종 식용 닭을 대규모로 사육하는 전업농가가 늘어나면서 한국에서도 닭튀김 전문점들이 본격적으로 들어서기 시작했다.

## 지역별 닭튀김

### 아시아

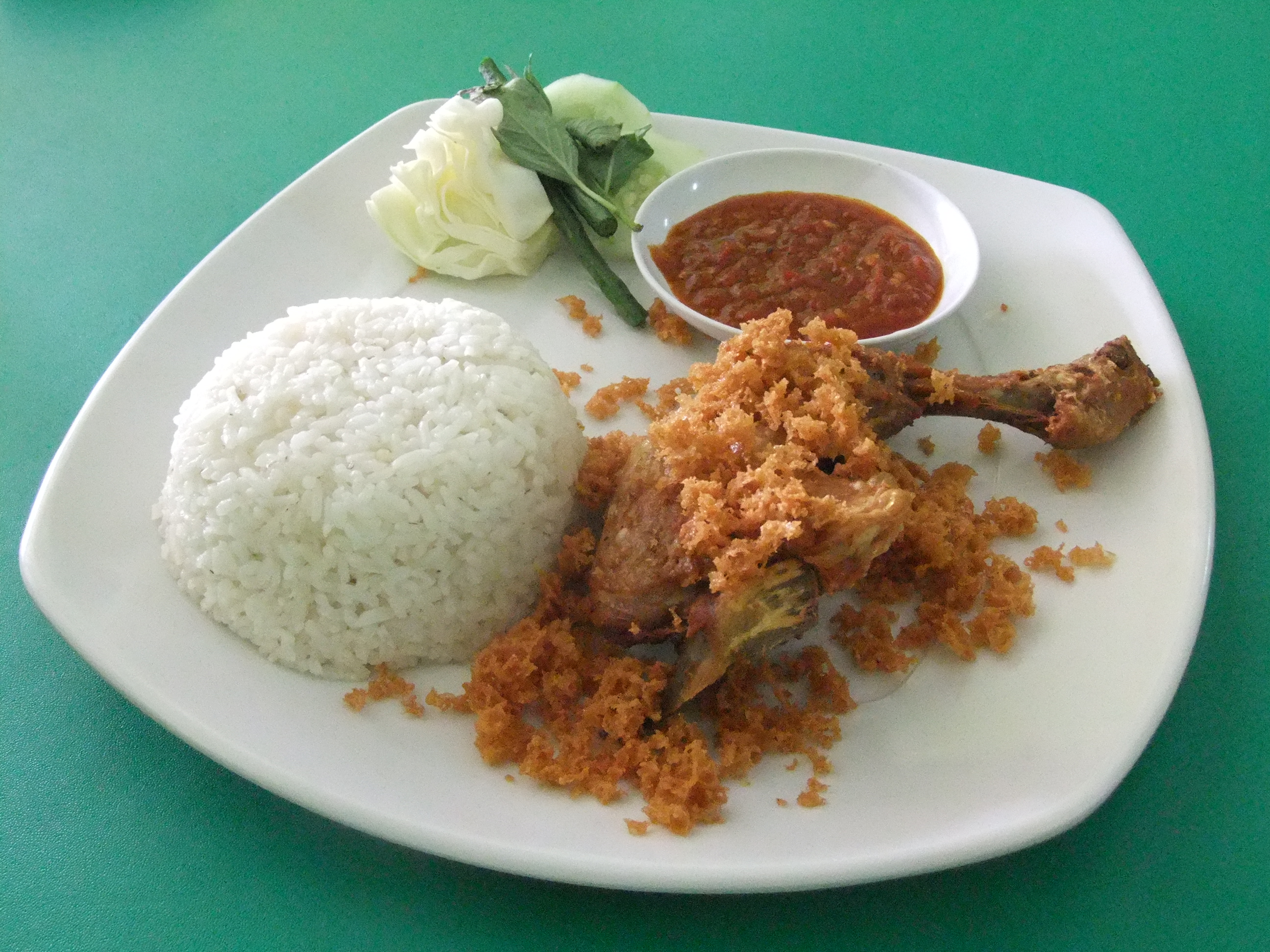
자바의 아얌고렝카라산(Ayam goreng Kalasan), 인도네시아의 튀긴 닭고기

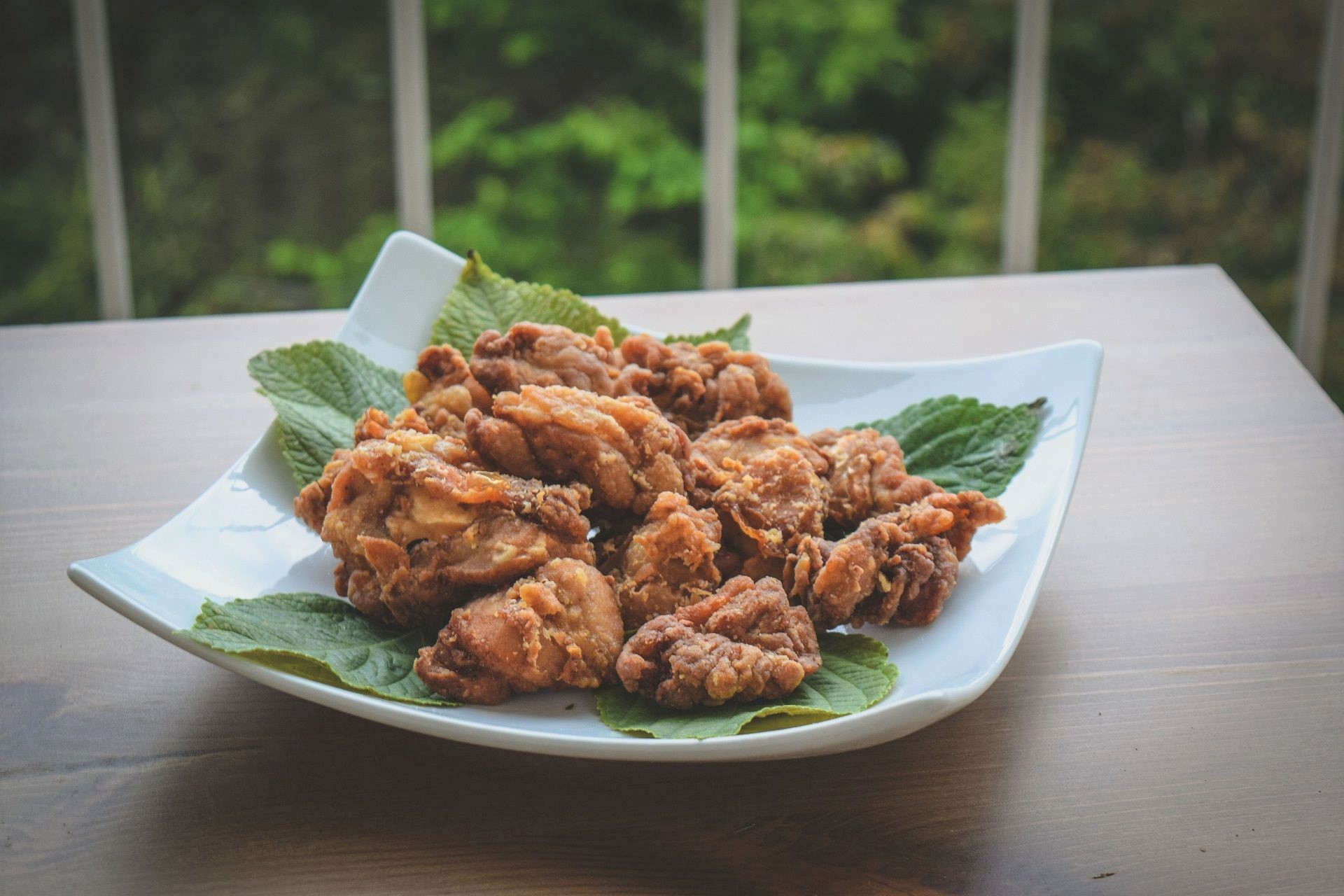
도리노가라아게, 일본의 닭튀김

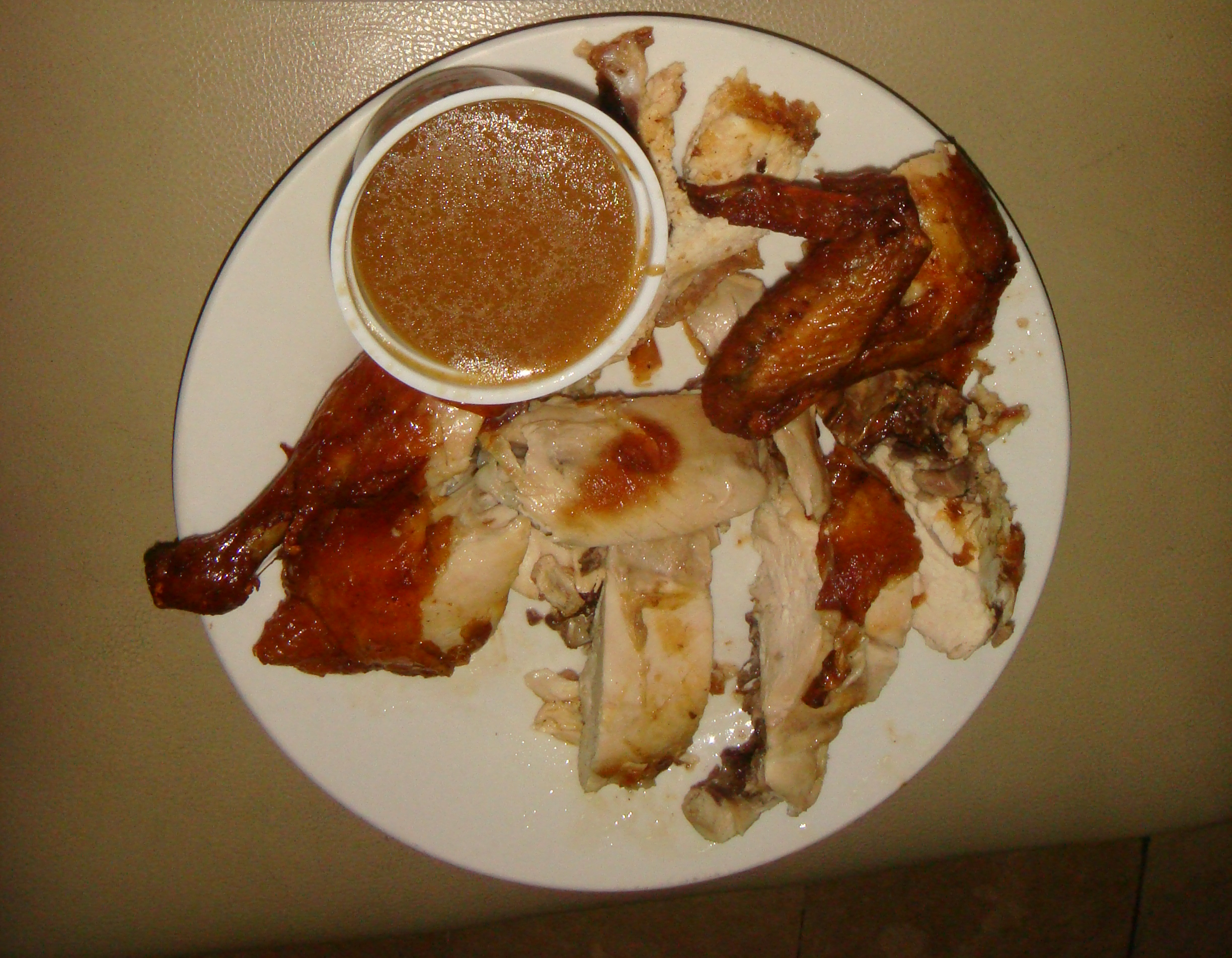
Savory Restaurant 닭튀김 (필리핀)

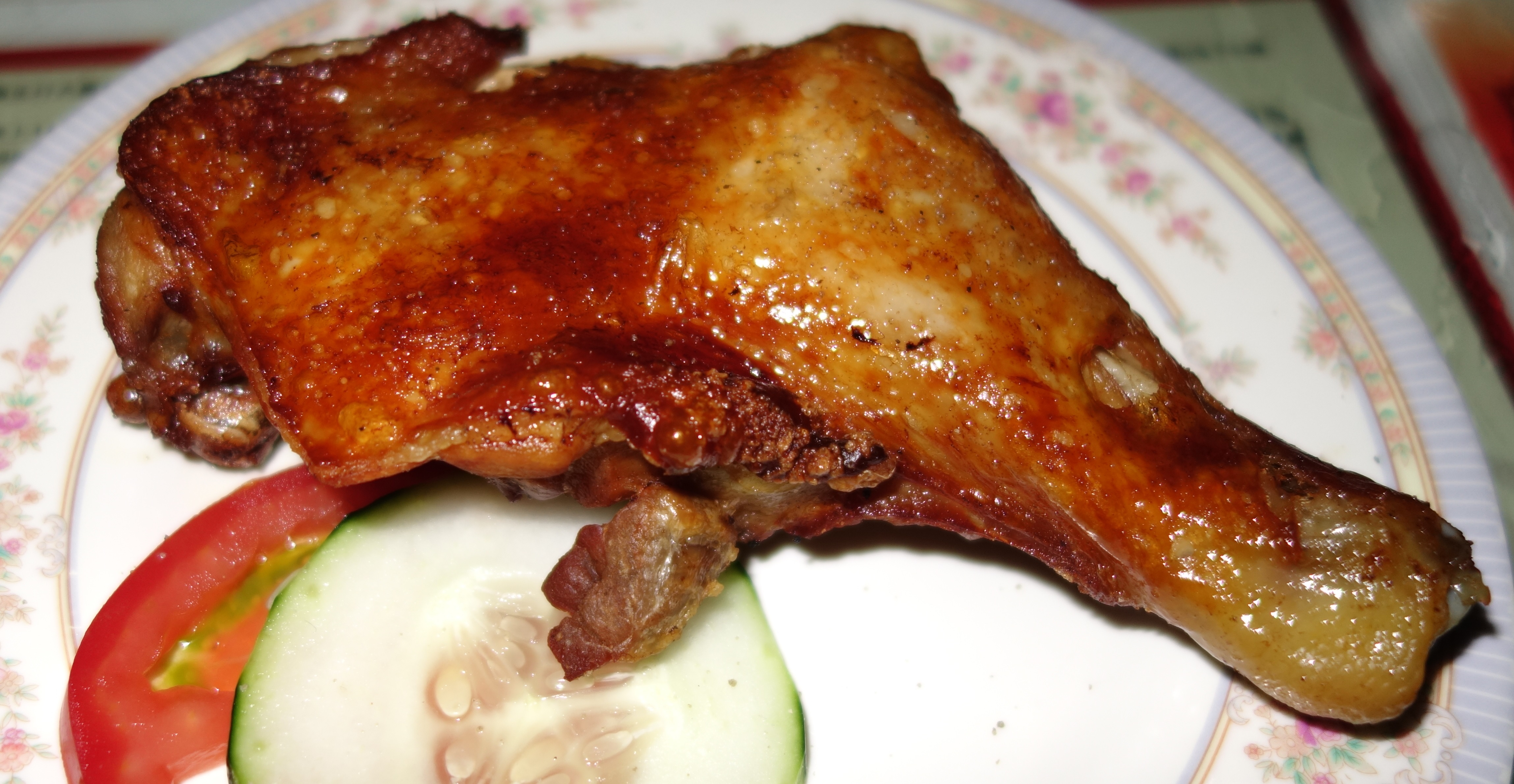
웡곡의 Capital Café에서 홍콩 스타일 닭다리 튀김

#### 한국
기본적으로는 프라이드 치킨, 양념치킨, 간장치킨 이외에 양념이나 튀김옷, 요리법을 다양화 한 요리가 대한민국에서 판매되고 있다. 최근에는 트랜스 지방에 대한 경각심과 웰빙 열풍에 힘입어 닭고기를 튀기지 않고 불에 구운 치킨이 판매되기도 한다.
또한,치킨과 유사한 모양을 가진 닭강정도 있는데, 닭강정은 닭고기를 한 입 크기 정도로 튀긴 후, 양념을 넣고 졸인 요리이다.
닭똥집튀김, 닭발튀김 등 닭의 여러 부위를 튀겨 먹기도 하며, 닭안심 등으로는 치킨가스를 만들기도 한다.
한국식 중국 요리의 깐풍기와 라조기, 유린기도 닭튀김 요리이다.

#### 인도네시아/말레이시아
인도네시아와 말레이시아의 닭튀김 요리로 아얌 고렝(Ayam goreng)이 있다. 튀김옷과 함께 다양한 향신료를 섞으며, 코코넛기름에 튀겨낸다.
인도네시아에서는 치킨의 인기가 무척 높은데, KFC의 매장 수가 맥도날드 및 버거킹 숫자보다 더 많기도 하며, 토종 치킨 전문점은 물론, 길거리 노점상에서도 치킨을 판매하는 경우가 많다. 실제로 조류 인플루엔자 파동 때 동남아시아에서 유일하게 치킨의 매상률이 올라갔다고 한다.

#### 일본
일본에서는 가라아게 조리법을 응용하여 튀김옷을 입히지 않고 간장 등 일본 현지의 양념을 묻혀 닭을 튀기는 도리노가라아게(鶏のから揚げ)가 있다. 도리노가라아게를 프라이드 치킨과 동의어로 부르기도 한다. 일본에서는 크리스마스에 치킨을 먹기도 한다.
치킨카쓰도 닭튀김의 일종이다.

#### 중화권
홍콩 및 광둥 요리에서도 유사한 요리로 닭의 표면에 향신료를 묻히고 완전히 건조시킨 후에 튀기는 자지가이(광둥어: 炸子雞)가 있다.
타이완에서는 지파이를 먹는다.

#### 필리핀
필리핀에서는 치킨을 밥과 곁들이는 경우가 보통이다. 그래서 치밥의 탄생지가 되었다. KFC에서도 치킨과 밥을 내놓는 세트 메뉴가 있다.

### 아메리카

#### 미국
프라이드 치킨은 일반적으로 닭고기에 튀김옷을 입혀 고온의 기름에 튀긴 것을 뜻하며, 미국 남부에서 지금과 같은 형태의 닭튀김으로 정착하여 정식 명칭은 남부 프라이드 치킨(Southern-Fried Chicken)이다.
버펄로 윙과 치킨 너겟도 미국의 닭고기 튀김 요리이며, 미국식 중국 요리에는 오렌지 치킨과 제너럴 초스 치킨이 존재한다.

## 같이 보기
- 닭껍질튀김
- 치킨 텐더
- 프라이드 치킨